# Brotzenella
Brotzenella es un género de foraminífero bentónico, normalmente considerado un subgénero de Anomalina, es decir Anomalina (Brotzenella), pero aceptado como sinónimo posterior de Gavelinella de la Familia Gavelinellidae, de la Superfamilia Chilostomelloidea, del Suborden Rotaliina y del Orden Rotaliida. Su especie-tipo era Anomalina monterelensis. Su rango cronoestratigráfico abarcaba el Maastrichtiense (Cretácico superior).

## Discusión
Como subgénero Anomalina, Brotzenella fue incluido en la Familia Alfredinidae y de la Superfamilia Asterigerinoidea. También fue incluido en la Familia Anomalinidae, pero esta es actualmente considerada como inválida y sustituida por la Familia Alfredinidae.

## Clasificación
Brotzenella incluye a las siguientes especies:
- Brotzenella belorussica †, también considerado como Lepidocyclina (Brotzenella) belorussica y aceptado como Gavelinella belorussica
- Brotzenella berthelini †, también considerado como Lepidocyclina (Brotzenella) berthelini y aceptado como Berthelina berthelini
- Brotzenella jalynensis †, también considerado como Lepidocyclina (Brotzenella) jalynensis
- Brotzenella monterelensis †, también considerado como Lepidocyclina (Brotzenella) monterelensis y aceptado como Gavelinella monterelensis
- Brotzenella praeacuta †, también considerado como Lepidocyclina (Brotzenella) praeacuta y aceptado como Gavelinella praeacuta
- Brotzenella tecta †, también considerado como Lepidocyclina (Brotzenella) tecta
- Brotzenella tiltimica †, también considerado como Lepidocyclina (Brotzenella) tiltimica
- Brotzenella turkmenica †, también considerado como Lepidocyclina (Brotzenella) turkmenica y aceptado como Chilostomella turkmenica
- Brotzenella variabilis †, también considerado como Lepidocyclina (Brotzenella) variabilis †